# Don Goodman
Don Goodman (ur. 9 maja 1966) – angielski piłkarz występujący na pozycji napastnika.

## Kariera piłkarska
Od 1983 do 2004 roku występował w Bradford City, West Bromwich Albion, Sunderland, Wolverhampton Wanderers, Sanfrecce Hiroszima, Barnsley, Motherwell, Walsall, Exeter City, Doncaster Rovers i Stafford Rangers.